# Demonax angustatus
Demonax angustatus är en skalbaggsart som beskrevs av Maurice Pic 1943. Demonax angustatus ingår i släktet Demonax och familjen långhorningar. Inga underarter finns listade i Catalogue of Life.